# Radiodifusión
La radiodifusión o radioemisión es el servicio de emisión de señales de radio y televisión para uso público generalizado o muy amplio. También se utiliza el término en inglés broadcasting (literalmente «arrojar o esparcir ampliamente») como sinónimo. La Unión Internacional de Telecomunicaciones define precisamente las bandas de frecuencia de radio disponibles para estos servicios que se ubican dentro de los «servicios terrenales» (o terrestres) y estos dentro del «sector de radiocomunicaciones». A quien escucha los servicios de radiodifusión le conoce como «radioyente».
La radiodifusión cubre gran parte de los medios de comunicación de masas y se opone a la emisión para audiencias reducidas, llamada narrowcasting o difusión selectiva.
Por ello es discutible si debe incluirse el término para otras señales como televisión por cable o Internet dado que la intención del término, para ser amplio y no restrictivo, implica ninguna condición de permiso, registro o respuesta por parte del receptor, es decir, el receptor es anónimo completamente. Es evidente, entonces, que los servicios de suscripción previa no estarían constituyendo radiodifusión, aunque puedan reemitir señales propiamente. En el caso de Internet no existe propiamente una emisión, sino hasta que un usuario solicite el acceso, se confirme la comunicación y recién se transmita un contenido. Esa complejidad aparente debilita definir a internet como radiodifusión o broadcasting. Un mejor término para estos fenómenos más recientes es webcasting, tal como son las señales de audiostreaming y videostreaming, los cuales pueden también reemitir señales de radiodifusión.
Hay una gran variedad de sistemas de radiodifusión, que tienen distintas capacidades. Los de mayor capacidad son sistemas institucionales public address, que transmiten mensajes verbales y música dentro de escuelas u hospitales, y sistemas de emisión de baja potencia, que transmiten desde emisoras de radio o TV a pequeñas áreas. Los emisores nacionales de radio y TV tienen cobertura en todo el determinado país mediante el uso de torres de retransmisión, sistemas satélite y distribución por cable. Los emisores de radio o TV por satélite pueden cubrir áreas más extensas, tales como continentes enteros, y los canales dos a emitir se denomina programación. Estos programas de audio y/o video requieren otras señales denominadas portadoras (proceso de modulación), para irradiarse al espacio abierto o transportarse confinado en cables, como la televisión por cable. En el extremo, la audiencia debe tener los receptores apropiados.
Existen diversas fórmulas económicas que permiten financiar las emisiones:
- Donaciones en forma de colaboración de voluntarios prestando así su tiempo y habilidades (frecuentes en entidades comunitarias)
- Pagos directos del gobierno o préstamos de recursos de técnicos públicos.
- Pagos indirectos del gobierno, como las licencias de TV y radio.
- Becas de fundaciones o entidades de negocio.
- Venta de propaganda o publicidad o patrocinio.
- Suscripciones públicas o de socios.
- Cuotas que cobran los propietarios de platós de TV o radios, independientemente de que los abonados tengan la intención de recibir ese programa o no.

Cabe decir que los emisores pueden contar con una combinación de estos modelos de negocio.

## Impacto de las emisiones públicas de radio y televisión
Las emisiones de radio al público en general han provocado una «compresión del tiempo y del espacio», permitiendo que la información y la cultura alcance a una gran audiencia. Las nuevas tecnologías de difusión, como los satélites y los cables, hicieron que la transmisión de la información fuera más flexible, haciendo posible que viajase más deprisa y a mayores distancias. La velocidad de la comunicación, por lo tanto, se vuelve instantánea, haciendo de la adquisición de información algo rutinario y común, dada esta rapidez. Como resultado, el ritmo de vida se vuelve más rápido que anteriormente. La información y la comunicación, no están limitadas por el tiempo ni la distancia, haciendo el mundo más pequeño.
Las emisiones de radio y TV también se convirtieron en una fuente económica, por ejemplo, a través de la venta publicitaria, tasas e impuestos, y cobros por suscripción a transmisión por cable o satélite. Ocasionó que la diferencia entre el dominio público y el privado disminuyese. Los mensajes de los medios de comunicación devinieron públicos, abiertos y accesibles a todo el mundo. Por ejemplo, podemos recibir noticias en lugares privados como nuestra casa, oficina o una clase.
También ocasionó la posibilidad de transmisiones en vivo y simultáneas, acercándonos a grandes eventos como los Juegos Olímpicos, los conciertos, y en fin, sucesos históricos de gran importancia. La más reciente y actualizada información puede ahora ser accesible o vivida por todo el mundo.
Por último estas emisiones son la causa principal de la mundialidad mediática. La percepción del mundo está cada vez más moldeada por los medios de comunicación, más que por las experiencias personales. Por ejemplo, hoy en día obtenemos información de otras ciudades, de su gente, cultura y medio ambiente, de los programas documentales y de las producciones cinematográficas. La creciente disponibilidad de medios de comunicación ha permitido que nuestro conocimiento se haya expandido, ya que dejamos de estar limitados por la necesidad de estar presentes en el lugar donde ocurre lo que queremos conocer.

### Reducción de las limitaciones espaciales y temporales
Con el desarrollo de la tecnología y la difusión, los individuos fueron capaces de comunicarse a través del espacio y del tiempo. El límite de comunicación que hubo hasta entonces era el del cara a cara, que se superó gracias a las señales y a las ondas, las cuales distribuían información a través de radios, televisores y otros dispositivos de comunicación.
Tal y como dice John B. Thompson en su libro The Media and Modernity la separación de espacio y tiempo se ha conseguido con la invención de las tecnologías de difusión, las distancias espaciales ya no requieren distancias temporales. Se consiguió experimentar un suceso sin estar en el lugar donde estaba ocurriendo. Siglos atrás la única fuente de conocimiento eran las historias que se transmitían de padres a hijos, de generación en generación. Las historias de revoluciones, grandes acaecimientos, eran entonces explicadas por personas que las habían vivido personalmente; ahora, con el desarrollo de las tecnologías de radiodifusión, la gente las obtiene a través de la radio, y la TV. Este hecho hace que se cree un sentimiento de identidad común entre los radioyentes, o como dice el autor en el libro: «se crea un sentimiento de mundialidad mediática», el cual reside más allá de las vivencias personales.
Como efecto de esto, el sentido del tiempo y la distancia dependen de la rapidez de la conexión así como de otros artilugios, que nos permiten comunicarnos más rápidamente que antaño. El mundo entero se convierte en un lugar más pequeño de lo que solía ser años atrás en el que, ahora, cualquiera puede acceder a distintos sucesos independientemente de su localización.
En fin, esta reducción de tiempo y de espacio ha traído muchos cambios, que han afectado a nuestras vidas. Los negocios crecen rápidamente, la comunicación, que solía ser íntima y personal, se ha vuelto más impersonal y los medios que usamos para aprender han cambiado por completo.

### Grabación y emisión en directo
Uno puede grabar emisiones o realizarlas en directo. El primer método permite corregir los errores y eliminar material superfluo o indeseable, cambiándolo de lugar, aplicando una cámara lenta o repeticiones y otras técnicas para realzar el programa. No obstante, algunos eventos en directo, como deportes transmitidos por televisión, pueden incluir algunos de los aspectos incluyendo clips a cámara lenta de tantos, o sucesos importantes, etc.
Un inconveniente de grabar con antelación es que el público puede conocer el resultado de un evento por otra fuente. De todas formas, el pregrabado evita que los locutores en directo se desvíen del guion aprobado oficialmente.
Muchos eventos son anunciados como si fueran en directo, aunque, a menudo, están «grabados en directo» (muchas veces está referido a «directo en cinta»). Esto es así particularmente, para actuaciones en la radio de artistas musicales cuando la visitan para una interpretación de concierto en estudio. Muchos amantes de la música no quedan satisfechos con la diferencia entre un espectáculo en directo y la emisión de uno grabado en directo.
El método más utilizado de emisión en directo es a través de satélite (DSNG), cuya señal era transmitida a su vez a una mesa de edición (CRA) antes de llegar a nuestros televisores. Con los avances de la tecnología, retransmitir ha resultado ser algo mucho más simple y económico gracias a equipos cuya señal no necesita ser retransmitida a través de satélite, utilizando la tecnología 3G y 4G con tarjetas SIM (las mismas de los teléfonos móviles). Equipos como pueden ser por ejemplo las mochilas broadcast o aparatos de un tamaño tan pequeño que caben en un bolsillo o enganchado a una cámara a través del sistema de batería.

## Parámetros técnicos

### Soporte físico
Una emisión puede ser distribuida a través de distintos medios físicos:
- Antena: Usada en las torres de las estaciones de servicio. Enviando directamente la programación de radio o TV, usando así la cadena de aire para transmitir la información
- Satélite: Estación que permite el aumento de cobertura gracias a su disposición. Cabe decir que casi siempre existe la necesidad de un soporte terrestre para llegar al usuario final.

A su vez, la distribución a las emisoras o redes puede ser también a través de soportes físicos, tales como:
- Cintas de video analógicas o digitales.
- CD, DVD.

Normalmente estos casos pueden darse en reportajes de noticias, donde los reporteros registran la noticia en soporte físico y lo envían de esa forma a las emisoras para su posterior difusión.

### Canal
El último aspecto de las formas de difusión es la manera en que la señal llega a la audiencia.
- Puede llegarles por vía aérea, como en el caso de las emisoras de radio y TV, mediante una antena y un receptor.
- Por cable, como en el caso de la TV o radio por cable, ya sea directamente desde la propia emisora o desde la red.
- Internet es también una forma de difusión de TV o radio, especialmente en los casos de multidifusión, permitiendo así que la señal y el ancho de banda se comparta.

A menudo la locución «red de difusión» se usa para distinguir las redes que emiten la señal de TV por aire, la cual se puede recibir mediante una antena televisiva, de las redes que emiten por vía cable o satélite. La locución «emisión de TV» hace referencia a la programación de estas redes.

### Sistemas de transmisión

#### Televisión y radio
- Ambos sistemas tienen cobertura limitada, según la potencia de su transmisor. Cuando tenemos un sistema de difusión de poca potencia la señal solo llega a una área reducida. Se dice que el sistema tiene una cobertura a nivel local y en este grupo entrarían las emisoras de radio y televisión locales.
- Para cobertura nacional se utilizan repetidores de señal, de tal manera que ésta se propaga a más distancia y por lo tanto llega a más receptores.
- También existe la posibilidad de transmitir la señal mediante satélites, de este modo conseguimos coberturas continentales.

Las nuevas técnicas de digitalización han permitido realizar paradigmas nuevos para la difusión de audio (DAB) o televisión (DVB). Estos estándares optimizan el uso del espectro radioeléctrico de tal manera que se permite una mayor calidad con más capacidad de carga.
Además, a través de internet se han creado nuevos modos de emisión:
- Televisión por internet
- Radio por internet

#### Difusión masiva vía redes informáticas
El broadcast es también una de las posibles modalidades de difundir información de cualquier tipo en las redes informáticas. Con el broadcast la información se emite en un nodo y llega a todos los nodos de la red. En una red de área local, por ejemplo, es posible enviar un mensaje a todos los miembros de la misma red utilizando una dirección IP especial, que por convenio es la dirección IP mayor del rango de la subred. De esta manera, en la red 192.168.1.0/24 la dirección de broadcast sería 192.168.1.255
Otras formas de difundir información en estas redes son:
- Multidifusión: La información llega a múltiples nodos, no a todos.
- Unidifusión: La información llega tan solo a un punto.
- Difusión por proximidad: La información se transmite al mejor nodo, o al más cercano.

A diferencia de los sistemas convencionales, Internet permiten una cobertura mundial, gracias a la cantidad de redes interconectadas existentes. Los servicios que existen en Internet son:
- World Wide Web.
- Webcasting.
- Streaming.
- Podcasting.
- Peer-to-peer (P2P).

Gracias a estos, la accesibilidad y la cantidad de información han crecido considerablemente.

## Normativa y servicios

### Normativa
La Unión Internacional de Telecomunicaciones (UIT), con sede en Ginebra (Suiza), es la agencia de la Organización de las Naciones Unidas para las tecnologías de la información y comunicación y a él pertenecen 191 Estados miembro y más de 700 miembros del Sector de las Comunicaciones y asociados. Como organismo coordinador para los gobiernos y el sector privado, el papel de la UIT en su ayuda a la comunicación mundial se centra en el desarrollo de tres sectores clave:
- ITU-R Radiocomunicaciones: gestiona el espectro de frecuencias radioeléctricas y de las órbitas de los satélites.
- ITU-T Normalización de las telecomunicaciones: cuyo producto principal son las Recomendaciones, que son normas que definen cómo operan las redes de telecomunicaciones (en marzo de 2005 había unas 3100 Recomendaciones).
- ITU-D Desarrollo de las telecomunicaciones: cuya misión es alcanzar los objetivos del sector basados en el derecho de todos los habitantes del planeta a comunicarse por medio del acceso a las infraestructuras y a los servicios de información y de comunicación.

### Servicios
Las frecuencias portadoras asociadas a cada servicio de radiodifusión son asignadas, en España, por el Cuadro Nacional de Atribución de Frecuencias (CNAF). Los diversos servicios ofrecidos por el mismo son:
- Radiodifusión sonora en ondas medias (OM).
- Radiodifusión sonora en ondas cortas (OC).
- Radiodifusión sonora en frecuencia modulada (FM).
- Radiodifusión sonora digital (DAB, o radio digital terrestre, RDT).
- Televisión analógica terrestre (TAT).
- Televisión digital terrestre (TDT).

Los servicios de televisión y radio son distribuidos mediante emisiones en radiofrecuencia, aunque a menudo es simultaneado o sustituido por el cable. Se requiere que los usuarios tengan equipos capaces de recibir, procesar y, si es necesario, descodificar las señales para poder aprovecharse de los servicios ofrecidos, que a su vez pueden estar ligados a una remuneración por parte del usuario hacia el organismo que ofrezca tal servicio.

Bandas de los servicios de radiodifusión.